# Fuscaldo 90 hp
Il Fuscaldo 90 hp o semplicemente Fuscaldo era un motore aeronautico radiale 7 cilindri a singola stella raffreddato ad aria, prodotto dall'ingegnere italiano Ottavio Fuscaldo, della Caproni, agli inizi degli anni trenta.

## Storia del progetto
Il motore progettato dall'ing. Ottavio Fuscaldo venne presentato per la prima volta all'International Aero Exhibition nell'aerodromo di Heaston a Londra nel 1929.

## Tecnica
Il Fuscaldo 90 hp aveva un compressore ad ingranaggi e un'elica a tre pale a passo variabile in volo. 
Il motore ha un aspetto filante perché è racchiuso nel carter dell'olio che circonda il blocco motore con tutti gli accessori ausiliari compreso il carburatore. Solamente i cilindri sporgono da questo guscio conico che caratterizza il motore; inoltre, il motore è realizzabile con tre, cinque, sette o nove cilindri, intercambiabili tra loro avendo tutti 90 mm e 120 mm di alesaggio e corsa rispettivamente. L'intercambiabilità delle parti dei motori tra i vari modelli con un diverso numero di cilindri è pari al 90 per cento, rendendo la costruzione del motore modulare.
La potenza del motore è mantenuta costante fino a 10.000 ft (3 050 m) grazie al compressore meccanico ad ingranaggi e all'elica a passo variabile in volo.
Per mantenere costante la velocità e la potenza in volo, l'elica montata nel motore Fuscaldo ha l'angolo della pala che può essere variato a piacere dal pilota durante il volo. 
La regolazione dell'angolo delle pale viene effettuata per mezzo di una ruota conica montata su una guida dell'albero motore. Un pignone conico alla radice di ciascuna pala rende modificabile il passo delle stesse grazie alla rotazione del pignone che scorre longitudinalmente sull'albero motore. 
Inoltre, le pale possono essere invertite nel loro movimento in modo da creare un vero e proprio freno aerodinamico in caso di atterraggio.
Infine, le teste dei cilindri sono integrali (tutt'uno) con il cilindro stesso e le valvole sono fissate alle teste a 90°.

## Versioni
Il Fuscaldo 90 hp è uno dei quattro motori modulari concepiti dall'ing. Fuscaldo utilizzando le stesse misure base di alesaggio e corsa.
| N. cilindri | Cilindrata L | Potenza hp | Peso |
| ----------- | ------------ | ---------- | ---- |
| 3           | 2,900        | 40         | 84   |
| 5           | 3,820        | 65         | 117  |
| 7           | 5,340        | 90         | 135  |
| 9           | 6,870        | 120        | 144  |